# 平基略內山
16°30′21″S 70°13′43″W / 16.50583°S 70.22861°W
平基略內山（Pinkilluni），是秘魯的山峰，位於該國南部莫克瓜大區和普諾大區，由卡魯馬斯區和皮查卡尼區負責管轄，屬於安地斯山脈的一部分，海拔高度5,000米。